# Aeroporto di Clark
L'aeroporto di Clark (tangalog: Paliparang Pandaigdig ng Clark; inglese: Clark International Airport) (IATA: CRK, ICAO: RPLC) definito come internazionale dalle autorità dell'aviazione civile filippina, anche conosciuto con il nome di aeroporto internazionale di Clark e precedentemente nominato Diosdado Macapagal International Airport,  è un aeroporto filippino situato nella parte meridionale dell'isola di Luzon, nella periferia di Angeles nella provincia di Pampanga, nella regione di Luzon Centrale. La struttura è dotata di due piste di cemento lunghe 3000 m, l'altitudine è di 148 m, l'orientamento della pista è RWY 02-20. L'aeroporto è aperto al traffico commerciale internazionale e al traffico militare.